# Мемфис (Флорида)
Ме́мфис (англ. Memphis) — статистически обособленная местность, расположенная в округе Манати (штат Флорида, США) с населением в 7264 человека по статистическим данным переписи 2000 года.

## География
По данным Бюро переписи населения США статистически обособленная местность Мемфис имеет общую площадь в 8,29 квадратных километров, водных ресурсов в черте населённого пункта не имеется.
Статистически обособленная местность Мемфис расположена на высоте 6 м над уровнем моря.

## Демография
| Год переписи        | Нас. |  | %±    |
| ------------------- | ---- |  | ----- |
| 1960                | 2647 |  | —     |
| 1970                | 3207 |  | 21,2% |
| 1980                | 5501 |  | 71,5% |
| 1990                | 6760 |  | 22,9% |
| 2000                | 7264 |  | 7,5%  |
| 1960–2000 Источник: |      |  |       |

По данным переписи населения 2000 года в Мемфисe проживало 7264 человека, 1835 семей, насчитывалось 2501 домашнее хозяйство и 2832 жилых дома. Средняя плотность населения составляла около 876,24 человека на один квадратный километр. Расовый состав населённого пункта распределился следующим образом: 48,21 % белых, 41,89 % — чёрных или афроамериканцев, 0,10 % — коренных американцев, 0,30 % — азиатов, 0,14 % — выходцев с тихоокеанских островов, 1,56 % — представителей смешанных рас, 7,81 % — других народностей. Испаноговорящие составили 20,10 % от всех жителей статистически обособленной местности.
Из 2501 домашних хозяйств в 33,2 % воспитывали детей в возрасте до 18 лет, 47,5 % представляли собой совместно проживающие супружеские пары, в 19,9 % семей женщины проживали без мужей, 26,6 % не имели семей. 21,3 % от общего числа семей на момент переписи жили самостоятельно, при этом 9,4 % составили одинокие пожилые люди в возрасте 65 лет и старше. Средний размер домашнего хозяйства составил 2,82 человек, а средний размер семьи — 3,26 человек.
Население статистически обособленной местности по возрастному диапазону по данным переписи 2000 года распределилось следующим образом: 29,3 % — жители младше 18 лет, 9,7 % — между 18 и 24 годами, 26,3 % — от 25 до 44 лет, 20,9 % — от 45 до 64 лет и 13,8 % — в возрасте 65 лет и старше. Средний возраст жителей составил 34 года. На каждые 100 женщин в Мемфисe приходилось 98,1 мужчин, при этом на каждые сто женщин 18 лет и старше приходилось 96,4 мужчин также старше 18 лет.
Средний доход на одно домашнее хозяйство статистически обособленной местности составил 32 576 долларов США, а средний доход на одну семью — 35 600 долларов. При этом мужчины имели средний доход в 26 250 долларов США в год против 21 979 долларов среднегодового дохода у женщин. Доход на душу населения статистически обособленной местности составил 32 576 долларов в год. 16,5 % от всего числа семей в населённом пункте и 20,7 % от всей численности населения находилось на момент переписи населения за чертой бедности, при этом 27,5 % из них были моложе 18 лет и 13,6 % — в возрасте 65 лет и старше.